# Ґяруо

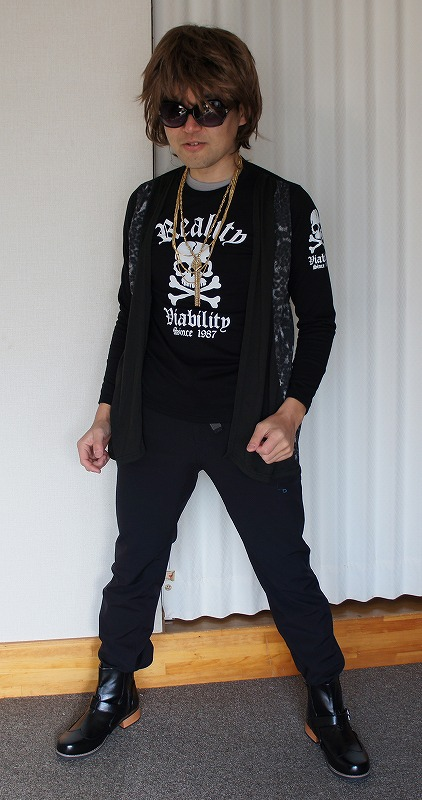
Ґяруо

Ґяруо (яп. ギャル男, ギャルオ, ギャル汚) — суто чоловічий напрямок в японській вуличній моді, чоловічий варіант ґяру. Ґяруо виділяється глибокою засмагою, фарбованим волоссям та інтересом до клубної музики, такої як транс і євробіт. Ґяруо, як еталон чоловічої моди, також разом з Fruits вплинув на формування зовнішності Visual Kei.

## Варіації
- Мілітарі (яп. ミリタリー系)
- Рок (яп. ロック系)
- Байкер (яп. バイカー系)
- Американський казуал (яп. アメカジ系)
- Серфер (яп. サーファー系)
- Хост (яп. ホスト系)
- Дорослий (яп. お兄系)